# ヘスター・ピット (チャタム伯爵夫人)

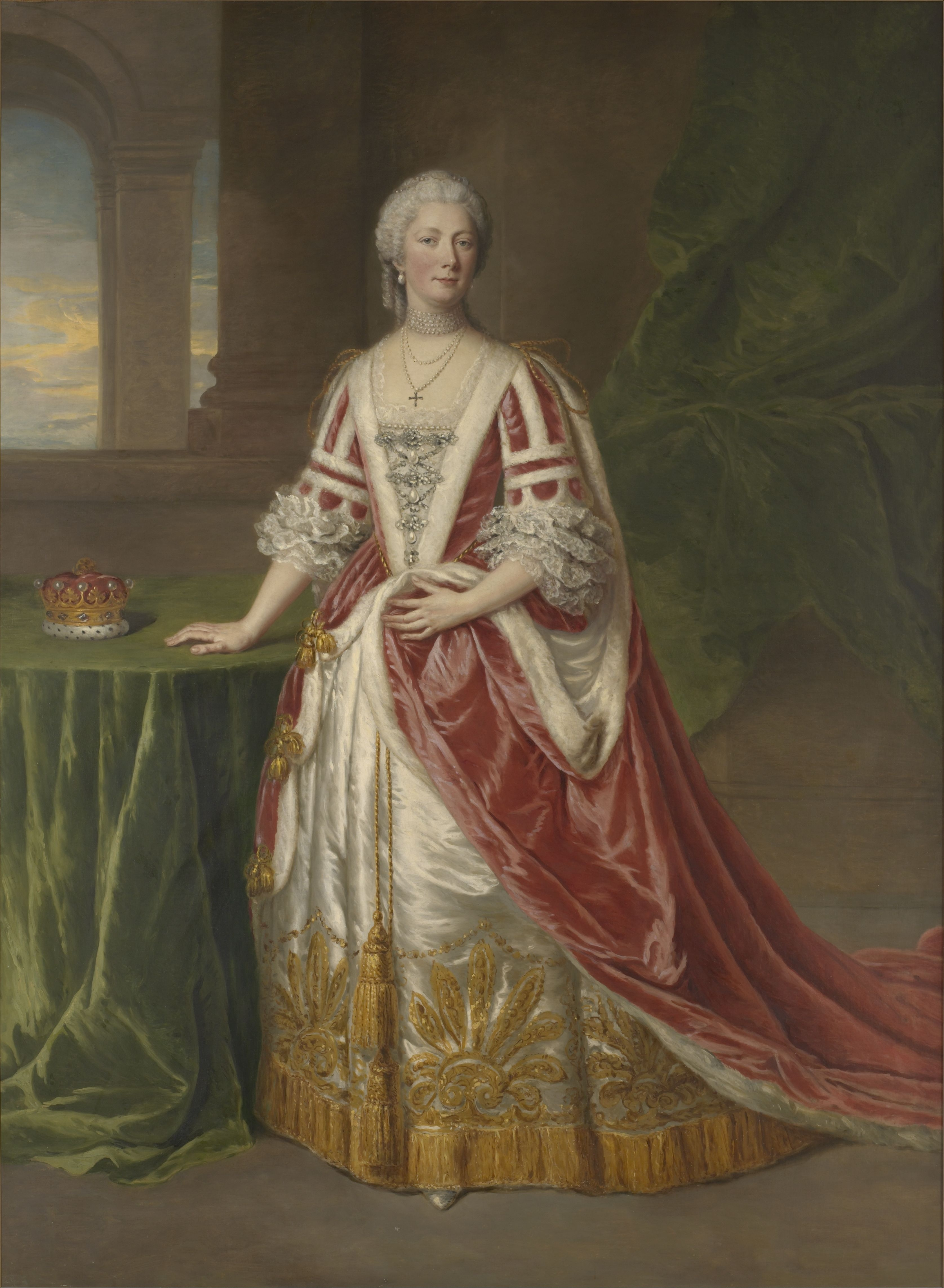
ウィリアム・ホーアによる肖像画、1772年頃。

チャタム伯爵夫人および初代チャタム女男爵ヘスター・ピット（英語: Hester Pitt, Countess of Chatham, 1st Baroness Chatham、旧姓グレンヴィル（Grenville）、1720年11月8日 – 1803年4月9日）は、1766年から1768年までのイギリス首相初代チャタム伯爵ウィリアム・ピットの妻。

## 生涯
1720年11月8日、リチャード・グレンヴィルとヘスター・グレンヴィルの娘として、1720年11月8日に生まれ、12月6日にセント・ジェームズで洗礼を受けた。
1754年11月16日、ウィリアム・ピット（1766年にチャタム伯爵に叙爵）と結婚、下記の子女をもうけた。
- ヘスター（英語版）（1755年 – 1780年） - 1774年、マオン子爵チャールズ・スタンホープ（英語版）（後の第3代スタンホープ伯爵）と結婚
- ジョン（英語版）（1756年 – 1835年） - 第2代チャタム伯爵
- ハリエット（1758年 – 1786年） - 1785年、エドワード・ジェームズ・エリオット（英語版）と結婚
- ウィリアム（1759年 – 1806年） - イギリス首相、生涯未婚
- ジェームズ・チャールズ（1761年 – 1781年）

1761年12月4日、チャタムのチャタム女男爵に叙された。
1778年5月11日に夫が死去した後は再婚することなく、1803年4月2日に死去、16日にウェストミンスター寺院に埋葬された。爵位は長男ジョンが継承した。